# 18239 Ekers
18239 Ekers (1251 T-2) là một tiểu hành tinh vành đai chính.